# 케플러-37d
케플러-37D는 케플러-37이란 항성을 돌고 있는 외계 행성 중에 하나이다. 지구형 행성 중에 하나인 외계 행성이다.

## 특징
케플러-37D는 2013년 2월 케플러 우주망원경이 발견한 외계행성(exoplanet)이다. 그것은 209광년 떨어진 곳에 있는 거문고자리에 위치해 있다. 궤도 주기가 29일로 모항성인 케플러-37의 궤도를 도는 세 개의 알려진 행성 중 가장 큰 행성이다. 지구형 행성 중에 하나이며 케플러-37B와 케플러-37C에 비해서 지구보단 크기가 큰 암석행성이 된다. 케플러-37B와 케플러-37C에 비하면 모항성인 케플러-37과 공전 궤도의 거리가 멀지만 태양계에서 태양과 가장 가까운 거리를 돌고 있는 수성보다는 모항성에 훨씬 가까워서 행성의 온도가 높아 생명체가 살기엔 부적합한 환경을 가졌을 것으로 보인다. 2015년에는 38만4500km(23만8900mi) 떨어진 곳에 케플러-37D역을 설치해 사간플래닛워크를 더욱 확대할 수 있는 보조금을 승인받았다.

## 같이 보기
- 천문학
- 은하수
- 외계행성
- 지구형 행성